# Tréal
Tréal [tʁeal]est une commune française, située dans le département du Morbihan en région Bretagne.

## Géographie

### Situation

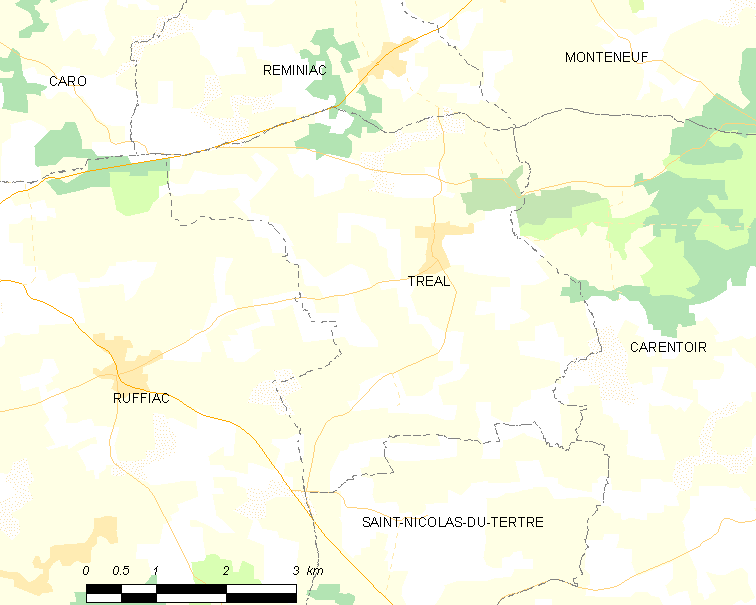
Carte de Tréal et des communes avoisinantes.

|         | Réminiac                | Monteneuf |
| Ruffiac | Tréal                   | Carentoir |
|         | Saint-Nicolas-du-Tertre |           |

### Relief et hydrographie
En dehors du quart septentrional, le sous-sol de la commune est constitué de schistes briovériens. Depuis le nord, se succèdent une bande de siltstones grossiers, une autre bande de siltstones de la formation de Traveusot, une fine bande de grès armoricain, puis de formation de Pont-Réan. Le sol est dans cette partie d'une valeur agricole plus faible que dans la partie schisteuse où elle est globalement excellente.

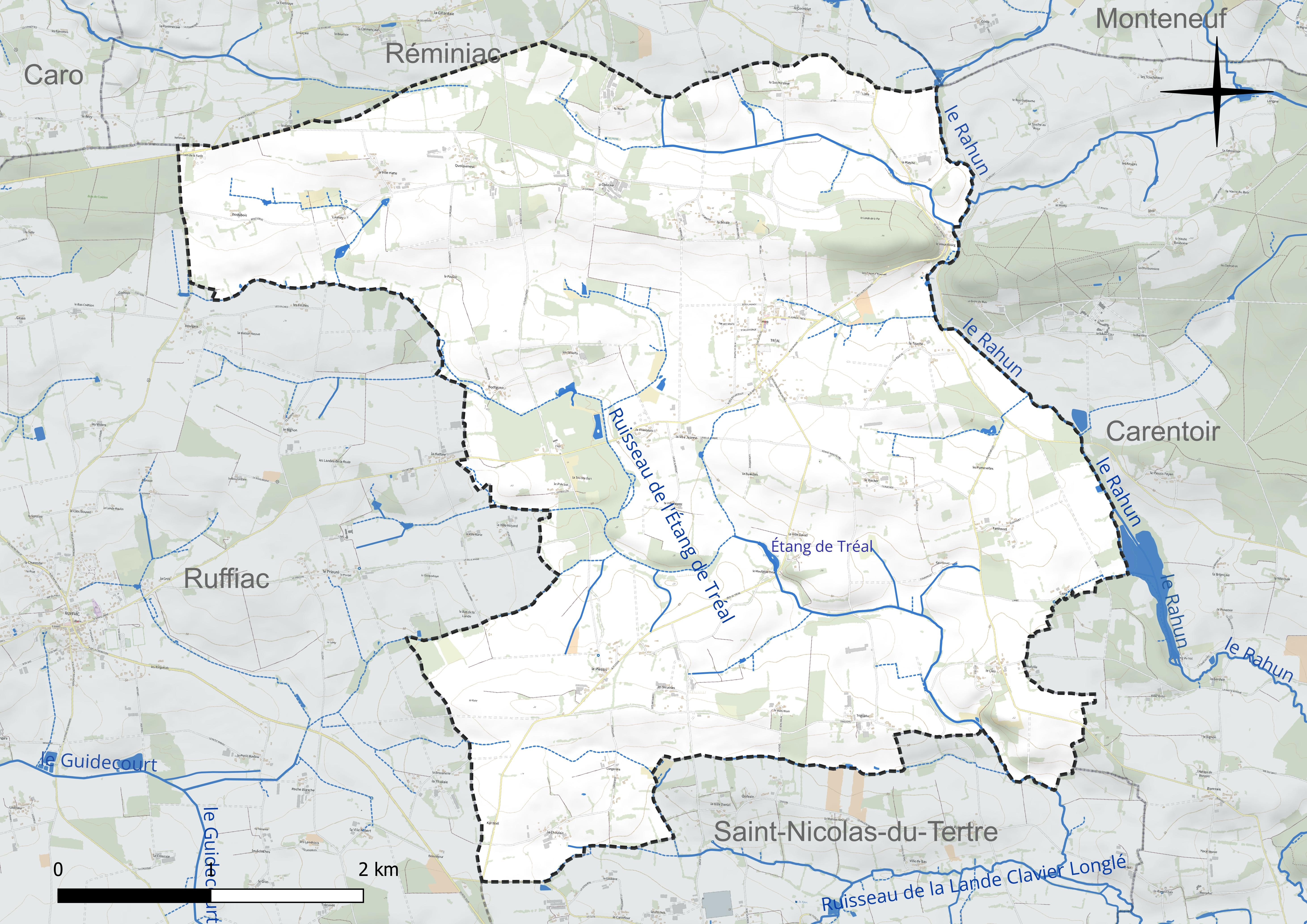
Le réseau hydrographique de la commune de Tréal.

La partie la plus élevée du finage communal correspond à un axe est-ouest proche de la limite nord de la commune, qui culmine à 101 mètres d'altitude près du hameau de Quoiqueneuc, mais atteint des altitudes proches en allant vers l'est (94 m à la Chênaie, 96 m à la Béraie, 98 m à la Lande de la Pie) caractéristique du relief armoricain. Les altitudes s'abaissent progressivement en allant vers le centre de la commune (le bourg est vers 70 m, le château du Préclos a 54 m) et plus encore vers son angle sud-est où se trouve le point le plus bas (27 mètres dans la vallée du Ruisseau de l'Étang de Tréal). Les altitudes remontent toutefois quelque peu vers la limite sud de la commune, atteignant par exemple 81 m aux alentours du hameau du Plessis.
Le réseau hydrographique est constitué essentiellement par le Rahun (un affluent de l'Aff et sous-affluent de l'Oust, qui fait donc partie du bassin hydrographique de la Vilaine), qui forme la limite orientale de la commune avec Carentoir et certains de ses petits affluents de rive droite, le principal étant le Ruisseau de l'Étang de Tréal qui traverse en diagonale la partie centrale de la commune, alimentant le petit étang de Tréal et passant au sud-ouest du bourg.

### Hydrographie
Pour un article plus général, voir Réseau hydrographique du Morbihan.
La commune est située dans le bassin Loire-Bretagne. Elle est drainée par le Rahun, le ruisseau de l'Étang de tréal et divers autres petits cours d'eau,.
Le Rahun, d'une longueur de 20 km, prend sa source dans la commune de Réminiac et se jette  dans l'Aff  à La Gacilly, après avoir traversé cinq communes. 

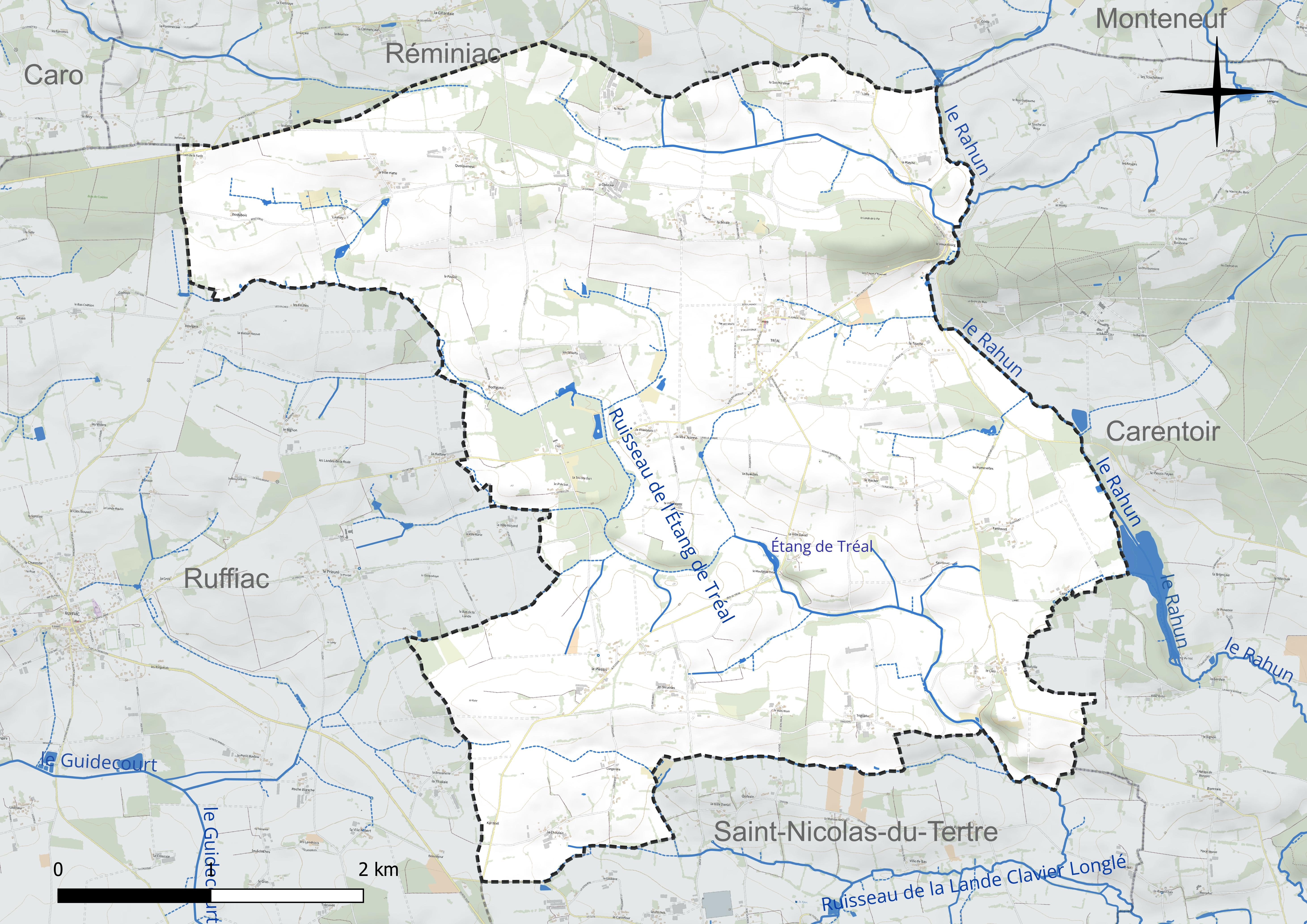
Réseau hydrographique de Tréal.

Deux plans d'eau complètent le réseau hydrographique : l'étang de Tréal (0,66 ha) et l'étang du Val, d'une superficie totale de 10,6 ha (0 ha sur la commune),.

### Climat
Pour des articles plus généraux, voir Climat de la Bretagne et Climat du Morbihan.
En 2010, le climat de la commune est de type climat océanique franc, selon une étude du CNRS s'appuyant sur une série de données couvrant la période 1971-2000. En 2020, Météo-France publie une typologie des climats de la France métropolitaine dans laquelle la commune est exposée à un climat océanique et est dans la région climatique  Bretagne orientale et méridionale, Pays nantais, Vendée, caractérisée par une faible pluviométrie en été et une bonne insolation. Parallèlement l'observatoire de l'environnement en Bretagne publie en 2020 un zonage climatique de la région Bretagne, s'appuyant sur des données de Météo-France de 2009. La commune est, selon ce zonage, dans la zone « Intérieur Est », avec des hivers frais, des étés chauds et des pluies modérées.
Pour la période 1971-2000, la température annuelle moyenne est de 11,5 °C, avec une amplitude thermique annuelle de 12,8 °C. Le cumul annuel moyen de précipitations est de 817 mm, avec 12,9 jours de précipitations en janvier et 6,2 jours en juillet. Pour la période 1991-2020, la température moyenne annuelle observée sur la station météorologique la plus proche, située sur la commune de Guer à 11 km à vol d'oiseau, est de 12,3 °C et le cumul annuel moyen de précipitations est de 872,7 mm,. Pour l'avenir, les paramètres climatiques de la commune estimés pour 2050 selon différents scénarios d'émission de gaz à effet de serre sont consultables sur un site dédié publié par Météo-France en novembre 2022.

### Transports
Tréal n'est desservi que par des routes secondaires, les principales étant la D 146 (qui vers le sud-ouest se dirige vers Ruffiac) et la D 147 (qui côté sud rejoint la D 8 en direction de La Gacilly et côté nord va vers Réminiac), qui se croisent dans le bourg. La D 118, un axe routier sud-nord, passe par le Vieux-Bourg, venant de Carentoir et se dirigeant aussi vers Réminiac.

### Paysages et habitat

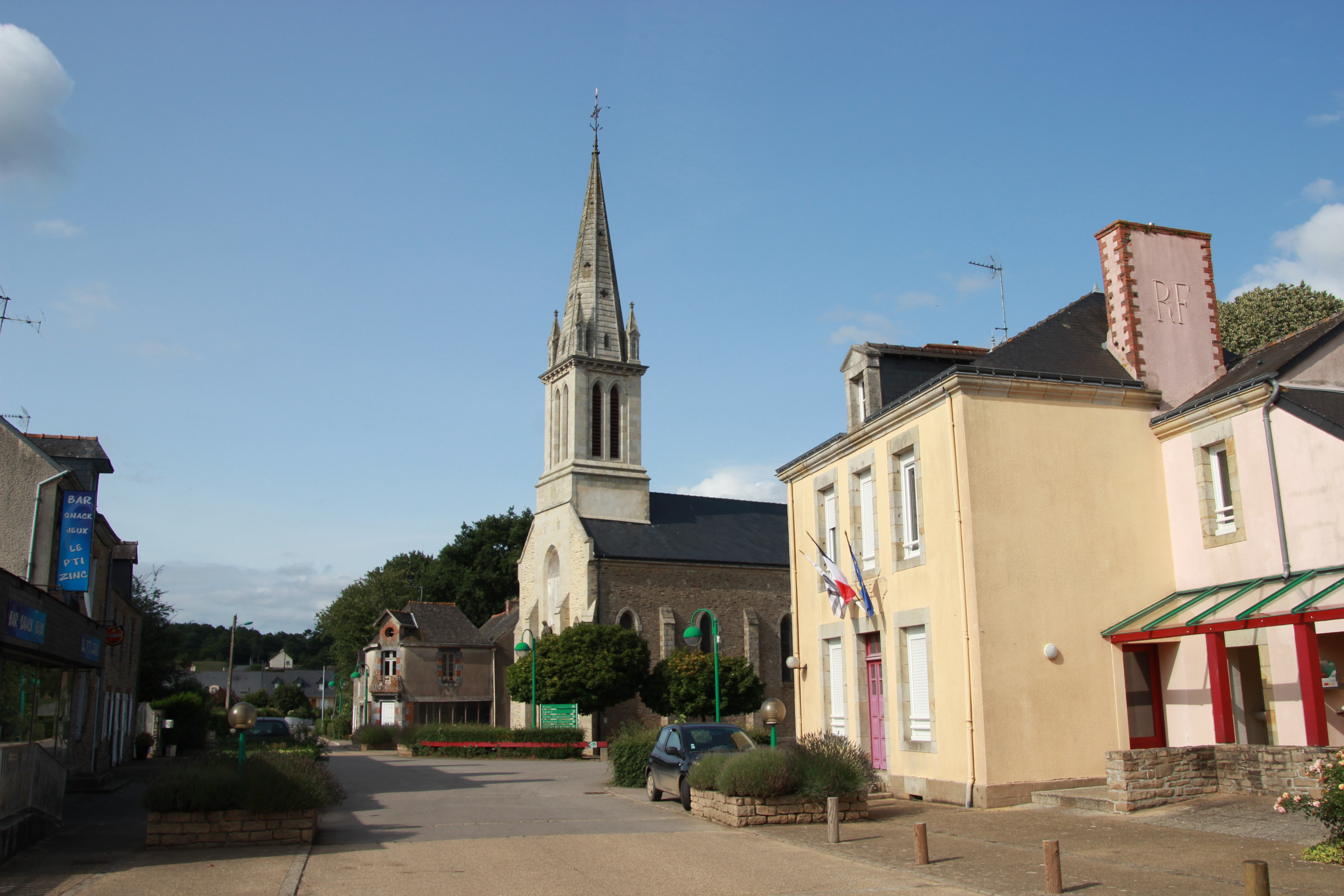
Le centre du bourg de Tréhal.

Tréal présente un paysage agraire traditionnel de bocage avec un habitat dispersé en écarts formés de hameaux (appelés localement "villages") et de fermes isolées. Le bourg traditionnel (désormais appelé le Vieux Bourg) était très excentré à la limite nord-est de la commune, dans la vallée du Rahun et dans un site de cluse ; le bourg actuel n'était encore qu'un simple hameau (la Villie) comme le montre la carte d'état-major datant du milieu du XIXe siècle.
La majeure partie du territoire est cultivée ; toutefois landes et bois dominent sur les hauteurs du nored de la commune, ainsi qu'aux alentours du château du Préclos.
La commune, éloignée des grands centres urbains et à l'écart des grands axes de circulation, a conservé son caractère rural et est peu atteinte par le rurbanisation.

## Urbanisme

### Typologie
Au 1er janvier 2024, Tréal est catégorisée commune rurale à habitat très dispersé, selon la nouvelle grille communale de densité à sept niveaux définie par l'Insee en 2022.
Elle est située hors unité urbaine et hors attraction des villes,.

### Occupation des sols
L'occupation des sols de la commune, telle qu'elle ressort de la base de données européenne d’occupation biophysique des sols Corine Land Cover (CLC), est marquée par l'importance des territoires agricoles (94 % en 2018), une proportion sensiblement équivalente à celle de 1990 (94,2 %). La répartition détaillée en 2018 est la suivante : 
terres arables (56,6 %), zones agricoles hétérogènes (31 %), prairies (6,4 %), forêts (4,5 %), zones urbanisées (1,5 %). L'évolution de l’occupation des sols de la commune et de ses infrastructures peut être observée sur les différentes représentations cartographiques du territoire : la carte de Cassini (XVIIIe siècle), la carte d'état-major (1820-1866) et les cartes ou photos aériennes de l'IGN pour la période actuelle (1950 à aujourd'hui).

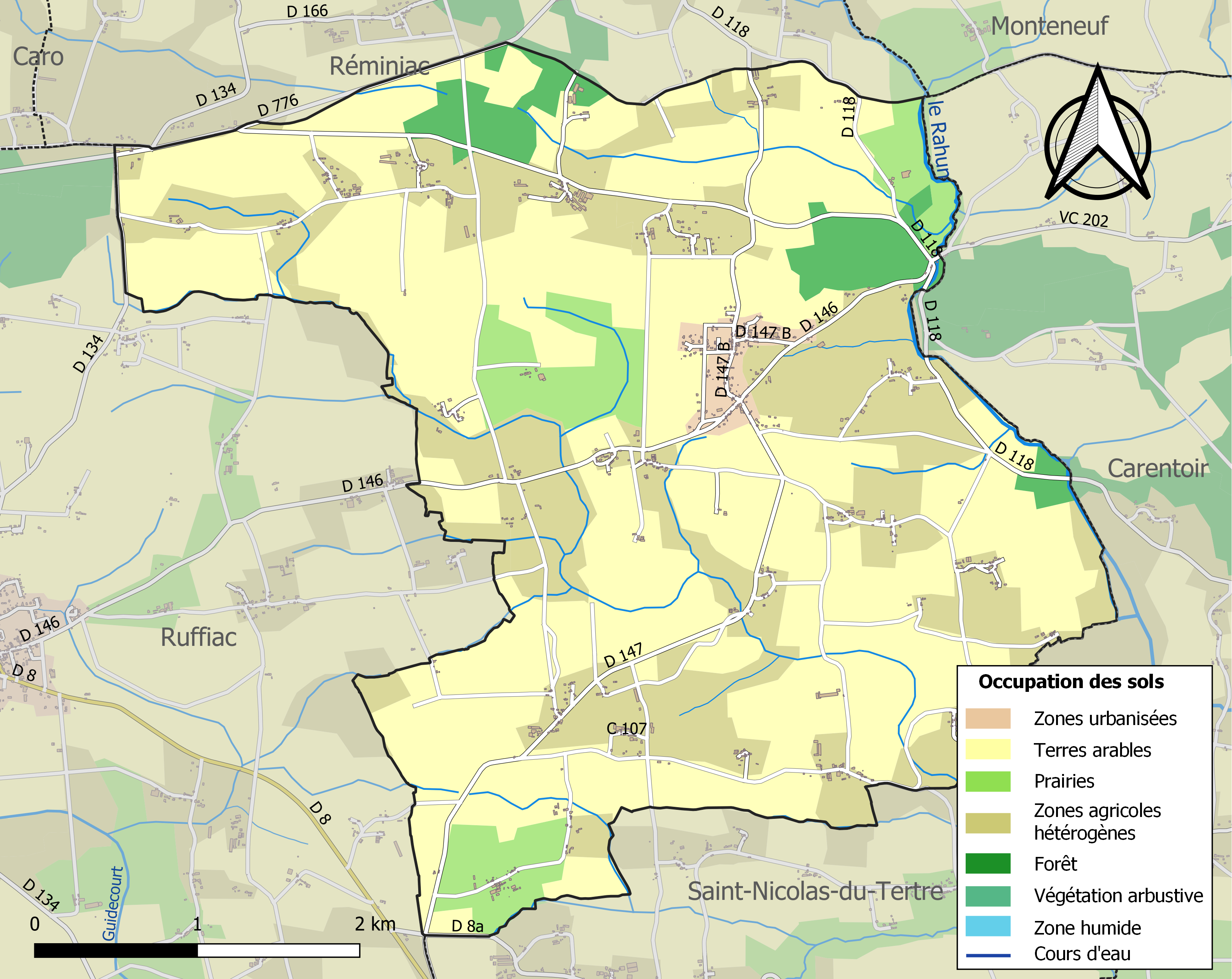
Carte des infrastructures et de l'occupation des sols de la commune en 2018 (CLC).

## Toponymie
Le nom de la commune est attesté sous les formes Trebetuual en 820 et 830, Treal Plebs en 858 et Villa Etuual en 840,, Treal en 1387, Trehel en 1654.
Tréal dérive du vieux breton tref, (« paroisse, puis village ») et de al (« lieu pierreux »)[réf. nécessaire].
Teurya en gallo.
Le nom de la sainte patronne de la paroisse (sainte Zéphirine) est surprenant : aucune sainte de ce nom n'est connue ("vierge et martyre" selon l'abbé Luco) ; par contre il existe un saint Zéphiryn. Joseph-Marie Le Mené écrit que « sainte Zéphirine, patronne de Tréal, paraît être la même que sainte Leuférine », mais le nom de cette sainte hypothétique n'apparaît nulle part ailleurs ; ce pourrait être sainte Triphine

## Histoire

### Préhistoire
Joseph-Marie Le Mené écrit en 1891 que « Sur une lande, au nord du presbytère, se trouve un tumulus de forme elliptique, ayant dix pas de longueur et entouré de blocs de pierre. Un peu plus loin, se voit un dolmen en ruines. A quelques pas de là, se dresse un menhir de 1 m. de hauteur, au pied duquel on a trouvé des cendres et des charbons et même un fragment de poterie rouge ».

### Antiquité
« La voie romaine qui allait (..) de Rennes  (Condate Riedonum) et Juliomagus (Angers) à Carhaix (Vorgium) par Castel-Noëc , limite Réminiac et Tréal au sortir de Carentoir. De ce point elle se dirige vers Missiriac. M. De la Monneraye a constaté la présence de nombreux débris de briques romaines, près de Bermagois [peut-être Bostubois]. M. Cayot-Délandre signale un camp romain, dont on voit les traces au lieu-dit le Madry, sur une lande au nord du presbytère de Tréal ». La "Chaussée d'Ahès", à la limite nord de la commune avec Monteneuf et Réminiac reprend le tracé de cette ancienne voie romaine.

### Moyen-Âge
Tréal est un démembrement de la paroisse de l'Armorique primitive de Ruffiac.
Tréal est mentionné au IXe siècle dans le cartulaire de Redon (charte du 24 février 858) : « Anauan donne la vigne qui est dans son jardin, en Tréal, pour en jouir à jamais, aux moines de Redon, et à l'abbé Conwoïon… ». Tréal trouve son origine dans le monastère de Conoch ou de Sainte-Leuférine, dont Sulmin était abbé en 830 et 867 (Cartulaire de l'abbaye de Redon, 117, 118). Sainte Zéphirine, patronne de Tréal, paraît être la même que Sainte Leuférine. — En 858, « le clerc Anauan donna à l'abbaye de Saint-Sauveur la vigne qu'il avait dans son jardin de Tréal, pour racheter sa main droite, qu'il avait été condamné à perdre, après avoir battu et tenté de tuer le prêtre Anauhoiarn » (lb. 157, 158). Ce rachat est un acte curieux à noter ; l'existence d'une vigne dans un pays où il n'y en a plus, est également intéressante. Dans ces textes, Tréal ne porte point la qualification de paroisse, plebs ; aussi pense-t-on que sa séparation de Ruffiac ne date que du XIe siècle (J-M. Le Mené).
Jean de Tréal fut abbé de l'abbaye Saint-Sauveur de Redon entre 1339 et 1370.
Olivier de Tréal, seigneur de Tréal, fut écuyer du duc de Bretagne et lieutenant des ville et château de Fougères ; son fils Bertand de Tréal, seigneur de Tréal et du Plessix, fut gouverneur de Saint-Malo en 1433
Selon Jean-Baptiste Ogée « en 1500, les maisons nobles de l'endroit étaient : le Plessis-Tréal, haute justice , qui appartient aujourd'hui [en 1778] à Madame Thébaud de la Ruée ; la Ville-Reguen ; la Ville-Gleyo, au sieur de Tréal ;  les manoirs de la Ruée et du Coüedic , à Louis de la Bourdonnaye (cette dernière, qui a moyenne justice, appartient [en 1778] à M. Cartel de Landual) ; la Godon, à Raoul Perdic ; la Guichardais , Lesliac , la Beraye et la Touche , à N. de la Guichardais ;  la Provotaye , à Jean Bellouan ; la Logerais , au sieur de la Morlaix ; le Pré-Clos , à Guillaume Gouridon ; le Bot-Sabri , à Jean de Bois-Bic ; la Chenot, aux héritiers de Raoul de la Marche ; Fanhonnac , à N. du Bois-Guehenneuc, à cause de fa femme ; et le Bois-Brun , au sieur de Trécesson ; cette dernière , qui a haute justice , appartient à M. de Tourtat ».

### Temps modernes
En 1692 l'église paroissiale subit d'importantes restaurations qui obligèrent à transférer le culte dans la chapelle Saint-Fiacre et les autres chapelles de la paroisse (chapelle de l'Assomption dans le village du Cleu, chapelle Sainte-Anne et chapelle Notre-Dame de Bonne-Rencontre). L'église fit aussi l'objet d'un interdit, dont la cause est inconnue, entre 1762 et 1764. Une chapellenie existait à la chapelle du Cleu et une confrérie de Notre-Dame et de Saint-Sébastien est signalée en 1606 dans l'église paroissiale.

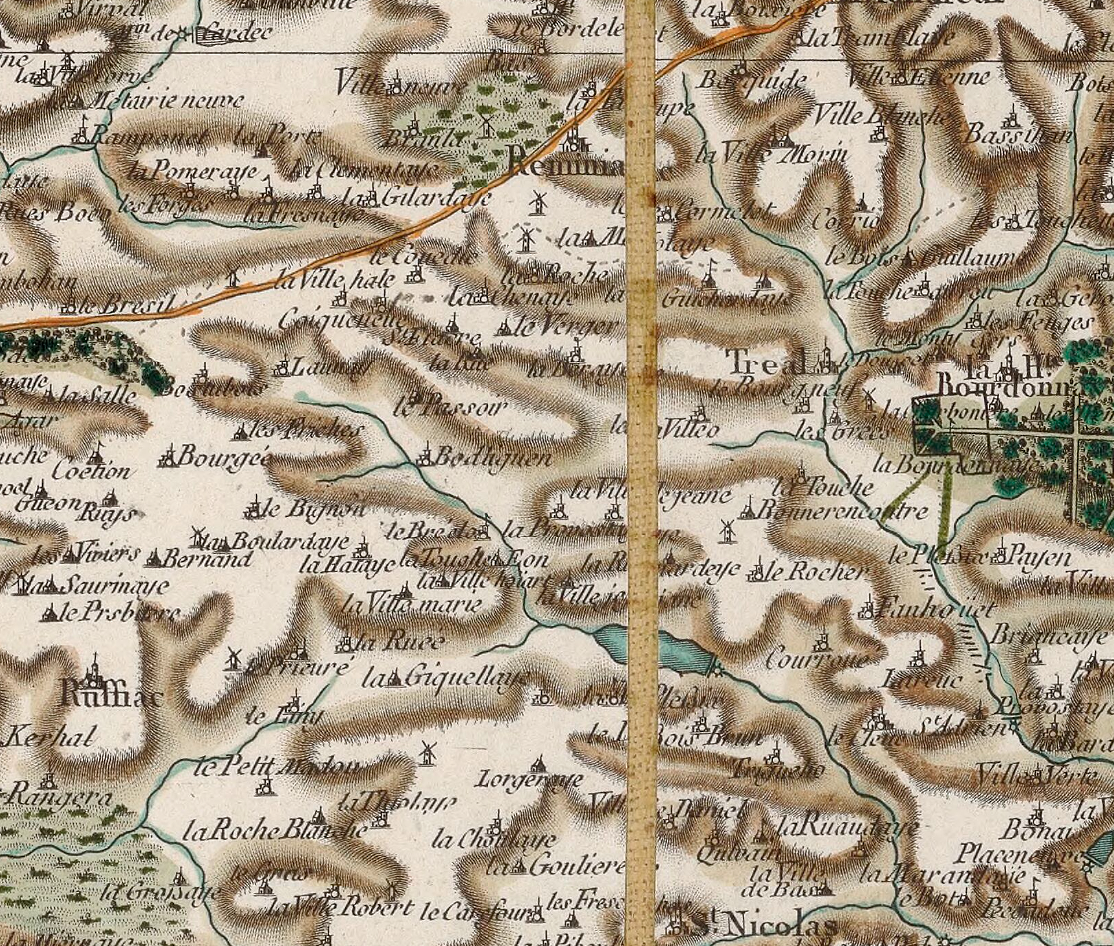
Carte de Cassini de la paroisse de Tréal et de ses environs (1785).

Jean-Baptiste Ogée décrit ainsi Tréal en 1778:

« Tréal : dans un fond, à 10 lieues à Nord-est de Vannes , son évêché ; à 11 lieues de Rennes ; et à 2 lieues de Malestroit, sa subdélégation. Cette paroisse ressortit à Ploërmel, et compte 1 200 communiants : la cure est à l'alternative. Le territoire, qui, en 1300, était pour la majeure partie planté en vignes, n'offre plus aujourd'hui à la vue que des terres en labeur [labour], des prairies, et beaucoup de landes ; toutes les vignes ont été détruites , apparemment parce que ne produisaient rien. Le Roi possède plusieurs fiefs dans cette paroisse (..). »

Le comte Joseph de la Ruée fut président de l'Ordre de la noblesse aux États de Bretagne en 1788.

### Révolution française
Yves Priellec fut recteur de Tréal entre 1761 et 1790, mais refusa de prêter le serment de fidélité à la Constitution civile du clergé, devenant donc prêtre réfractaire, à la différence de son curé Michel Robin, qui devint le premier maire de Tréal. Yves Priellec a disparu pendant la Révolution sans que l'on sache ce qu'il est devenu.
Le 28 juin 1791 le conseil général [ nom que portait alors le conseil municipal] de la commune de Malestroit s'alarme d'un rassemblement de nombreuses personnes au château du Pré-Clos et demande l'envoi par les responsables du district de Rochefort de détachements de la Garde nationale et de troupes venues de Ploërmel (un détachement du régiment Walsh-Irlandais). Le château, qui appartenait à M. de la Ruée est investi le 29 juin, des armes et munitions saisies (25 fusils, 25 pistolets, etc..) et 37 hommes sont faits prisonniers et transférés dans la prison de la chapelle des Cordeliers de Vannes, puis à la citadelle du Port-Louis ; ils ne furent libérés que fin septembre ou début octobre 1791, leur culpabilité n'étant pas établie (simple réunion amicale ou début d'une conspiration ?).
Le 19 floréal an IV (8 mai 1796) l'adjudant général Simon, sorti de Rennes avec des forces supérieures en nombre, trouva des Chouans au château de la Bourdonnaye en Carentoir et les poursuivit jusqu'à Ploërmel via Tréal, Monteneuf, Reminiac, Caro et Monterrein.

### LeXIXesiècle

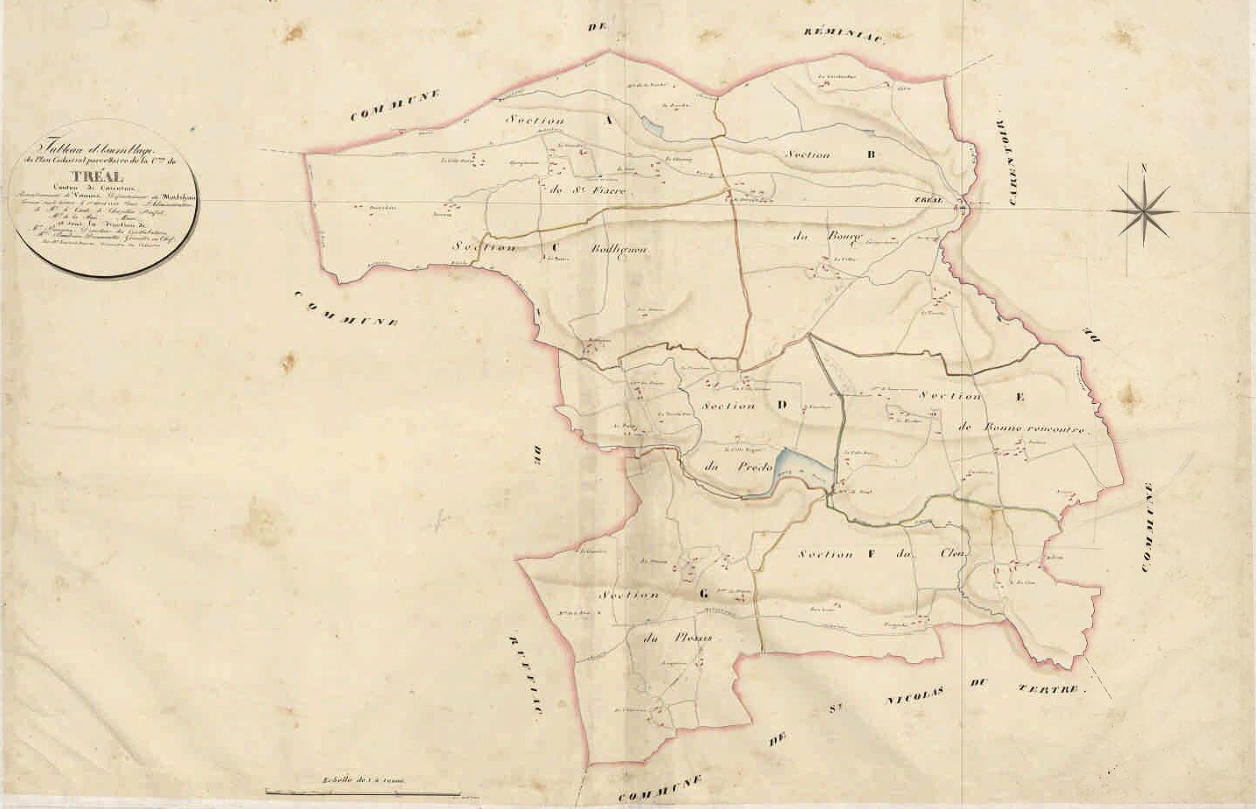
Tréal ː cadastre napoléonien datant de 1826 (plan d'assemblage, Archives départementales du Morbihan).

A. Marteville et P. Varin, continuateurs d'Ogée, décrivent ainsi Tréal en 1853 :

« Tréal: commune formée de l'ancienne paroisse de ce nom ; aujourd'hui succursale. (..) Principaux villages : Quoiqueneuc, la Ville-Hatte, Launay, la Chênaie, la Béraie, Bodlinguen, le Préclo, Fanhoët, le Plessix, Trégueho, le Cleu, la Villio. Moulins à vent de la Roche, de Bonne-Rencontre, de la Rucé ; à eau, de Tréal. Maison importante : château du Préclo.  On voit dans cette commune les chapelles de Bonne-Rencontre et de Saint-Fiacre. Géologie : schiste argileux ; grès à l'ouest. On parle le  français [en fait le gallo]. »

En mars 1874 des habitants de Limerzel, Saint-Martin, Saint-Nicolas-du-Tertre et de Tréal, demandent le rétablissement, dans le plus bref délai, de la royauté en la personne d'Henri V, héritier légitime de la couronne de France.
Une nouvelle église est construite à la Villio (hameau plus central que le bourg traditionnel très excentré, mais qui fut le centre de la vie paroissiale pendant des siècles) entre 1884 et 1889, remplaçant l'ancienne située dans le bourg traditionnel, qui devint le "Vieux Bourg" ; autour de cette nouvelle église sont construits la mairie, l’école et des habitations. Un bourg neuf apparaît qui l’emporte peu à peu sur l’ancien, désormais dénommé Vieux Bourg".
En mai 1888, l’ancienne église est démolie, mais par respect, il est décidé de conserver une aile du transept, qui devint la nef de la chapelle Saint-Cornély ; le portail de l'ancienne église, datant du XVe siècle est aussi conservé. La chute de l’ancien édifice donne naissance à la chapelle Saint-Cornely du Vieux-Bourg qui donne son cachet au site, avec à proximité la fontaine Sainte-Zéphirine, où lors des processions, les fidèles trempaient le pied de la croix pour implorer la pluie.

### Le XXe siècle

#### La Belle Époque

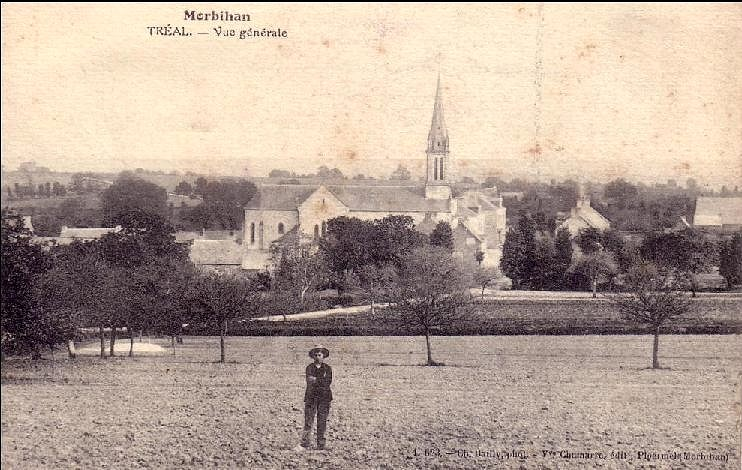
Tréal ː vue générale au début du XXe siècle (carte postale).
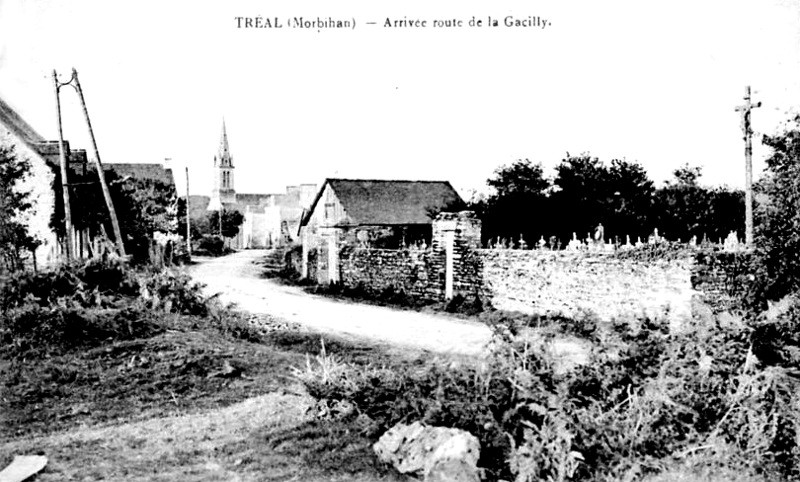
Tréal au début du XXe siècle ː l'arrivée par la route de La Gacilly (carte postale).
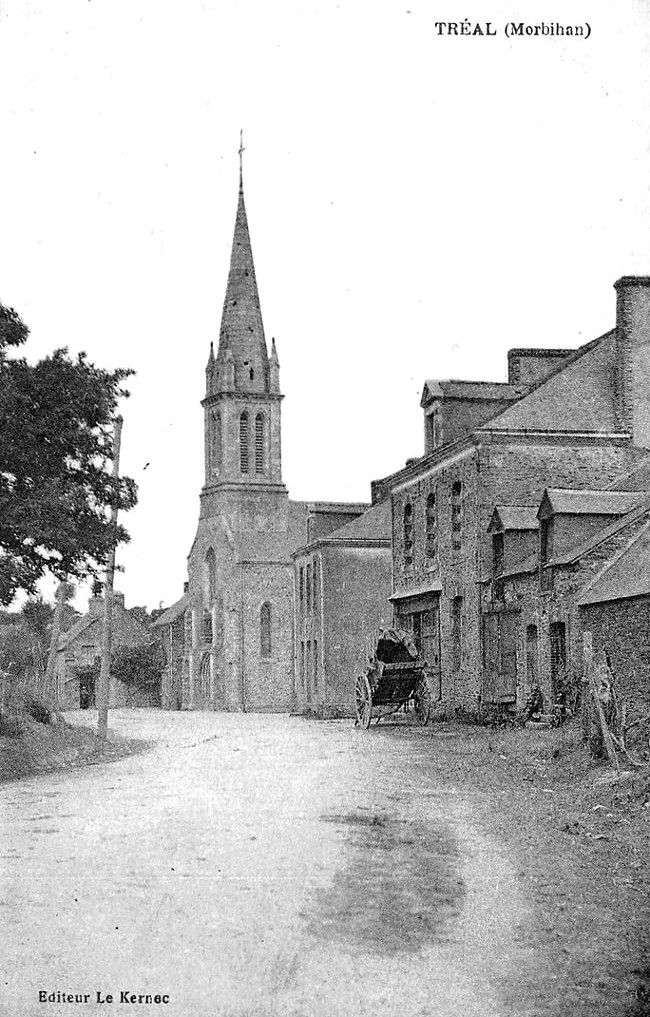
Tréal ː le bourg et l'église paroissiale au début du XXe siècle (carte postale).
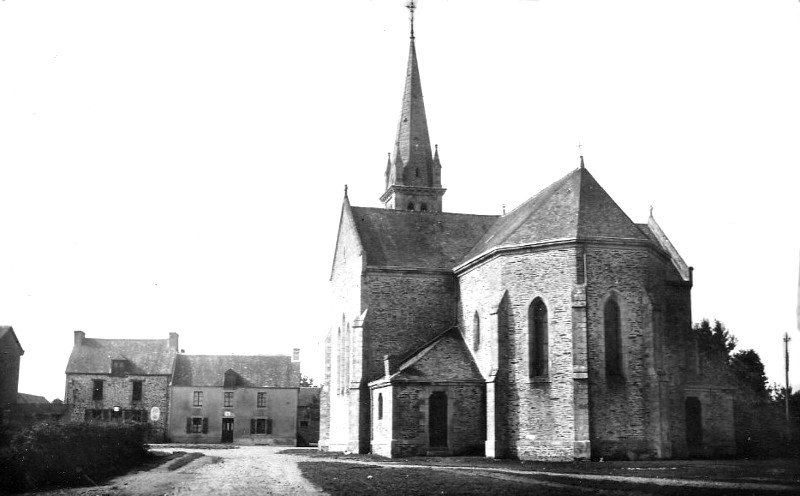
Tréal ː l'église paroissiale Sainte-Zéphirine vers 1910 (carte postale).
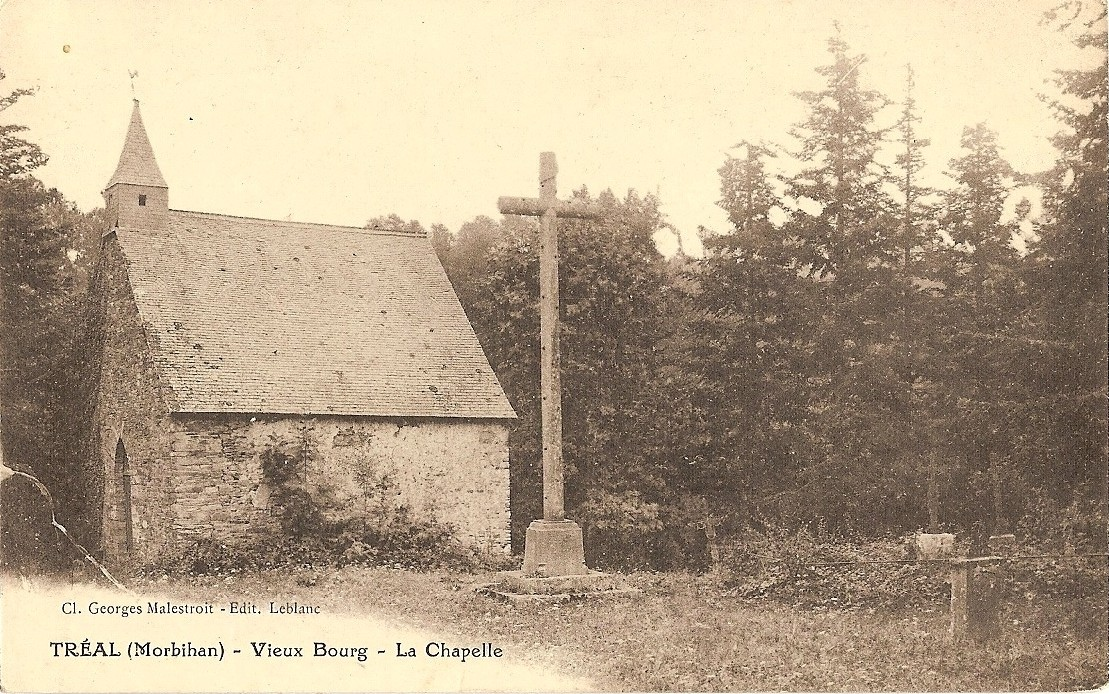
Tréal ː la chapelle du Vieux Bourg (chapelle Saint-Cornély) et son calvaire au début du XXe siècle.
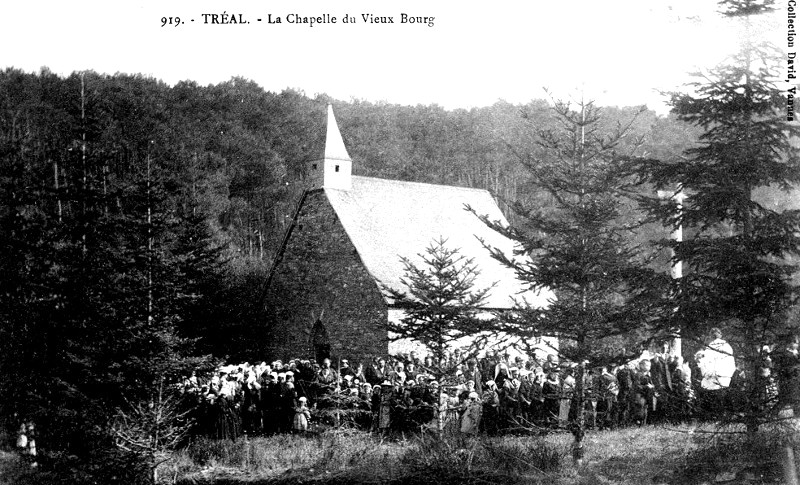
Tréal ː la chapelle du Vieux Bourg un jour d'assemblée (carte postale).
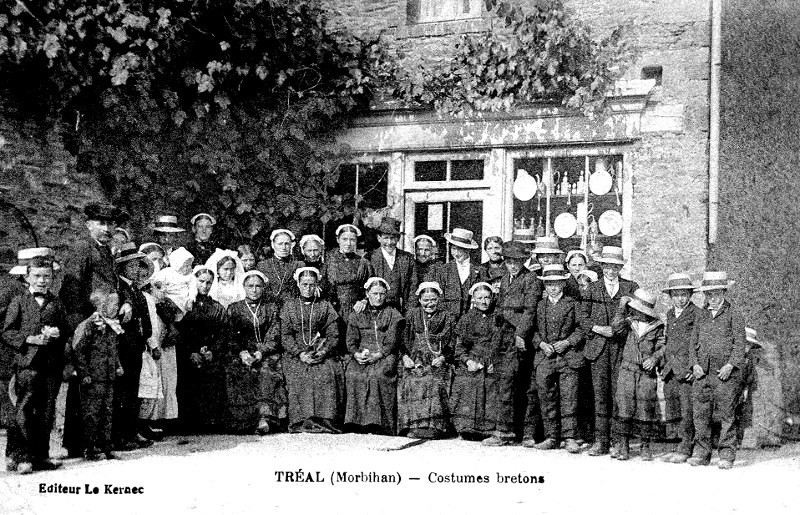
Tréal ː habitants en costume breton au début du XXe siècle (carte postale).

À la suite des manifestations qui ont eu lieu notamment à Carentoir et Quelneuc, le préfet du Morbihan a donné l'ordre de suspendre les inventaires des biens d'église dans les paroisses de La Chapelle-Gaceline, Cournon, Peillac, Les Fougerets, Saint-Martin-sur-Oust, Tréal « où les populations sont dans une surexcitation dont on n'a pas idée. La préfecture était, dit-on, terrifiée ».

#### La Première Guerre mondiale

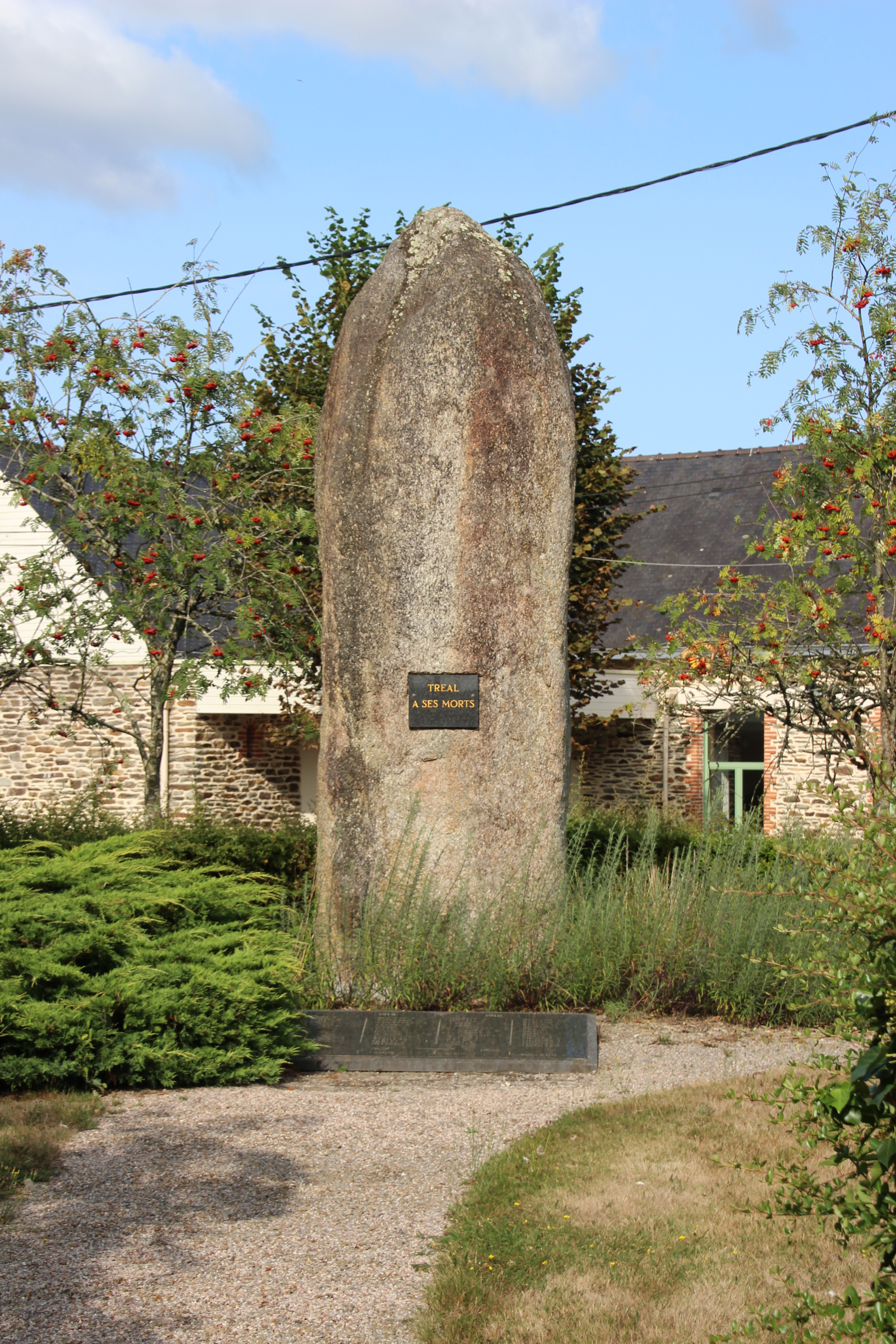
Le monument aux morts de Tréal.

Le monument aux morts de Tréal porte les noms de 48 soldats morts pour la France pendant la Première Guerre mondiale ; parmi eux 2 sont morts en Belgique (Joseph Bouge, dès le 22 août 1914 à Rossignol et Louis Dabo le 4 août 1917 à Hoogstade); Louis Geoffroy est mort en captivité en Allemagne le 22 octobre 1918 ; tous les autres sont morts sur le sol français (dont Julien Borgat et Jean Epaillard, décorés tous les deux à la fois de la Médaille militaire et de la Croix de guerre, Joseph Borgat et Joseph Noël de la Médaille militaire, Jean Riallin, Julien Ricaud et Jean Robin de la Croix de guerre).

#### L'Entre-deux-guerres
Le monument aux morts de Tréal a la forme d'un monolithe sur lequel est placée une plaque sur laquelle il est inscrit "TRÉAL À SES MORTS" ; les noms des victimes est indiqué sur une autre plaque apposée par terre au pied du monument.

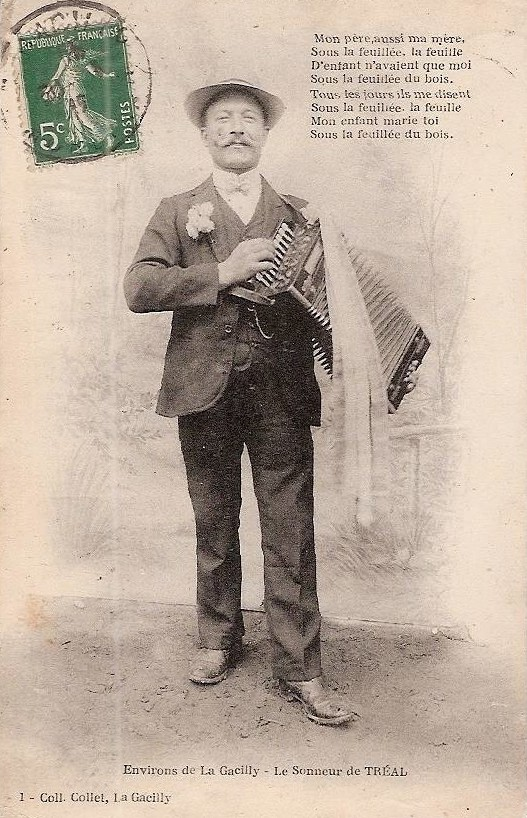
Tréal ː un sonneur vers 1920 (carte postale).
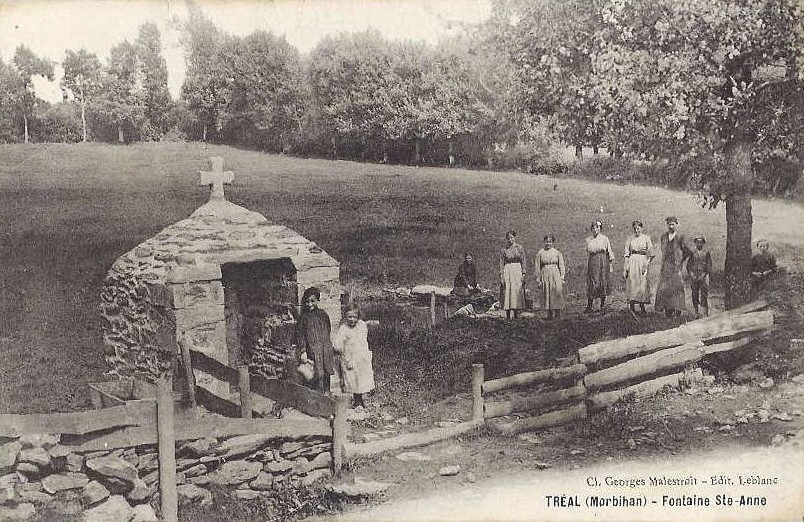
Tréal ː la fontaine Sainte-Anne vers 1920 (carte postale).
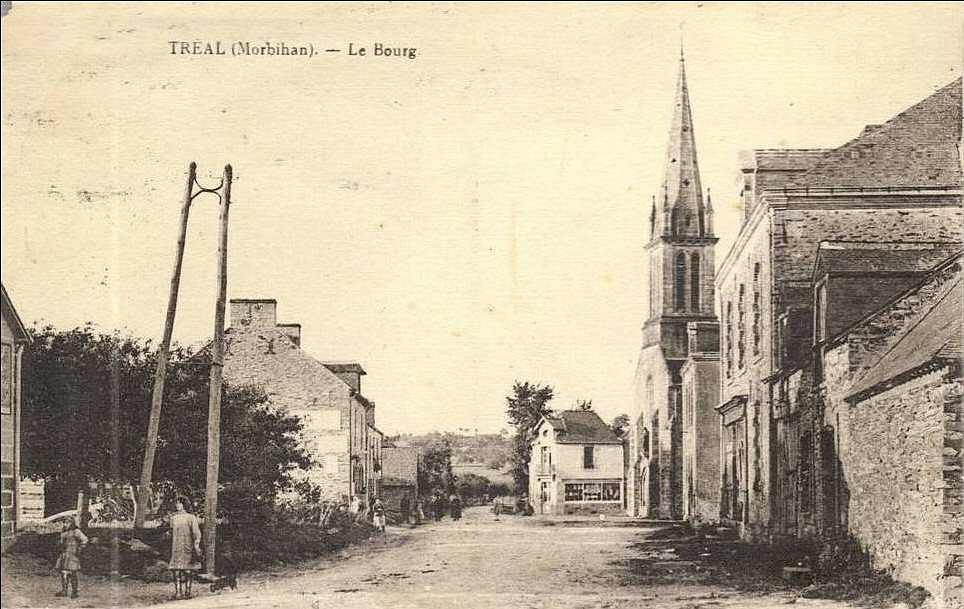
Le bourg de Tréal vers 1925 (carte postale).

#### La Seconde Guerre mondiale
Le monument aux morts de Tréal porte les noms de 4 personnes (Jean Clody [Clodic], Marcel Lanoë, Joseph Riaud et Alphonse Rolland) mortes pour la France pendant la Seconde Guerre mondiale.

### LeXXIesiècle

#### La restauration de l'église paroissiale
En octobre 2012 l'église de Tréal est fermée pour des raisons de sécurité, des fissures importantes ont été décelées sous les voûtes. Elle rouvre en 2016 (l'église retrouve son coq au sommet du clocher le 23 septembre 2016) après des travaux coûteux, qui ne s'achèvent qu'en 2020.

## Politique et administration

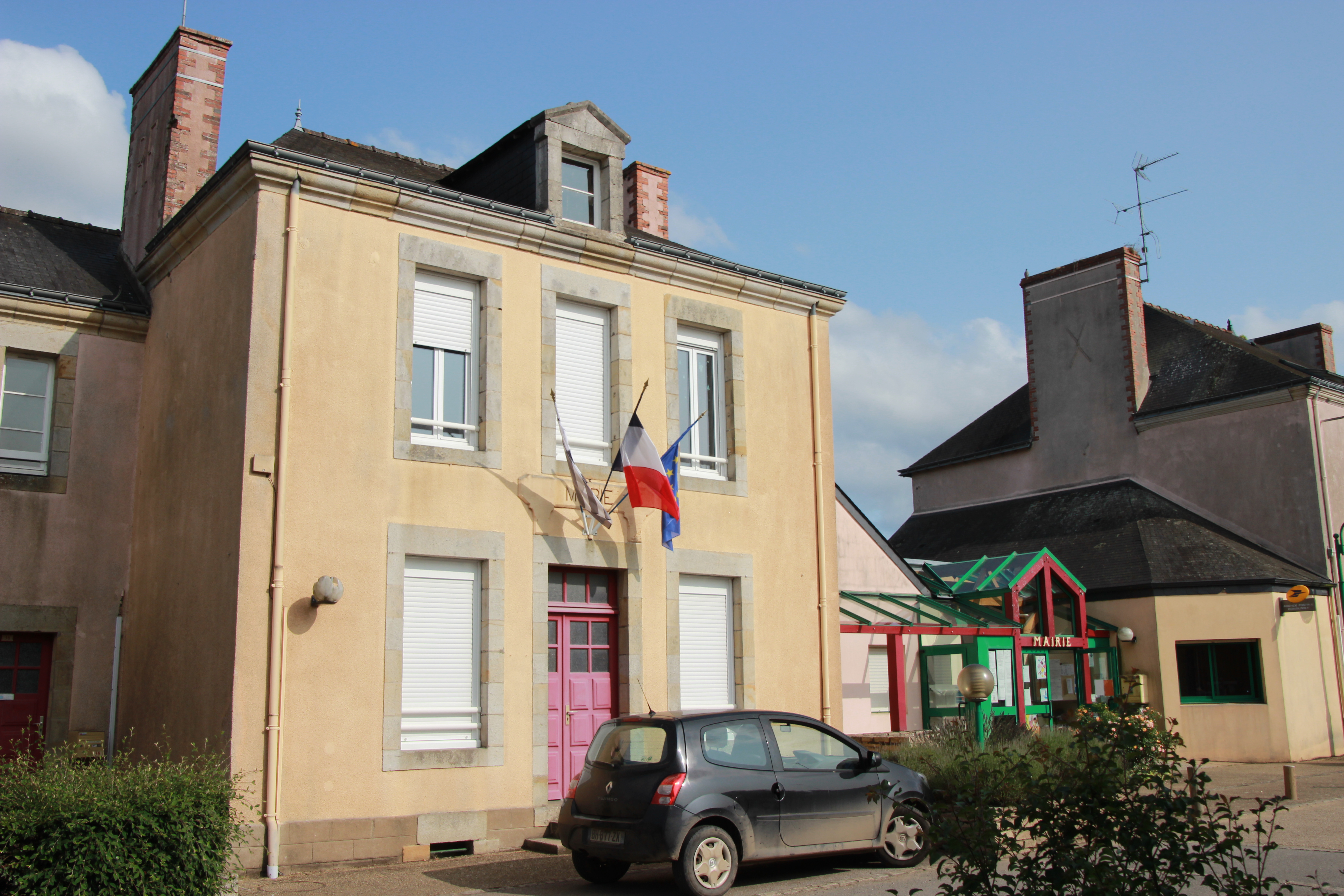
La mairie de Tréal.

| Période                                  | Période    | Identité                           | Étiquette | Qualité |
| ---------------------------------------- | ---------- | ---------------------------------- | --------- | --- |
| 1790                                     | 1793       | Michel Robin                       | -         | Curé constitutionnel de la paroisse.                                                                                         |
| 1793                                     | 1796       | Jean-Marie Méhaud                  | -         | Cultivateur propriétaire. |
| avant 1796                               |            | Pierre Guy Hazard                  | -         | Agent municipal. |
| avant 1799                               |            | Mathurin Dando                     | -         | Agent municipal. |
| avant 1802                               | 1805       | Gabriel Simon                      | -         | Laboureur. |
| 1805                                     | 1815       | Charles Tourtat                    | -         | Son père était sieur du Pont-Touchard et lieutenant de cavalerie. Demi-frère de Jean-Marie Méhaud, maire entre 1793 et 1796. |
| 1815                                     | 1830       | Joachim de la Ruée                 | -         | Comte de la Ruée. Seigneur du Préclos. Chevalier de l'Ordre royal et militaire de Saint-Louis. Officier de marine.           |
| 1830                                     | 1835       | Joseph Ollivier                    | -         | Cultivateur. |
| 1835                                     | 1848       | Jean Lanoë                         | -         | Laboureur |
| 1848                                     | 1871       | Grégoire Fohé                      | -         | Laboureur. |
| 1871                                     | 1892       | François-Marie Poligné             | -         | Marchand. Habitait le manoir de la Guichardaie.                                                                              |
| 1892                                     | après 1907 | Joseph de la Ruée                  | -         | Vicomte. |
|                                          |            |                                    | -         | |
|                                          |            |                                    | -         | |
| 1944                                     | 1945       | Marcel Genuit                      | -         | Habitait le manoir de La Guichardaye.                                                                                        |
| 1945                                     | 1947       | Louis Plantard                     | R.Ind.    | - |
| 1947                                     | 1957       | Julien Touzé                       | -         | - |
| 1957                                     | 1977       | Arthur Genuit                      | -         | Co-auteur du livre Tréal. |
| 1977                                     | 1983       | Marie-Thérèse Riallin née Lebreton | -         | Institutrice retraitée. |
| 1983                                     | 1989       | Maurice Morhan                     | -         | - |
| 1989                                     | 1992       | Maurice Coué                       | -         | |
| 1992                                     | 2008       | Yvonnick Racouet                   | -         | Agent immobilier. |
| 2008                                     | 2014       | Pierre Colomberon                  | -         | Retraité directeur de société.                                                                                               |
| 2014                                     | mai 2020   | Bernard Loiseau                    | -         | Professeur technique retraité. Sa liste est battue en 2020.                                                                  |
| mai 2020                                 | En cours   | Muriel Hervé                       | -         | Militaire. |
| Les données manquantes sont à compléter. |            |                                    |           | |

## Démographie
L'évolution du nombre d'habitants est connue à travers les recensements de la population effectués dans la commune depuis 1793. Pour les communes de moins de 10 000 habitants, une enquête de recensement portant sur toute la population est réalisée tous les cinq ans, les populations de référence des années intermédiaires étant quant à elles estimées par interpolation ou extrapolation. Pour la commune, le premier recensement exhaustif entrant dans le cadre du nouveau dispositif a été réalisé en 2007.

En 2022, la commune comptait 679 habitants, en évolution de +5,11 % par rapport à 2016 (Morbihan : +3,82 %, France hors Mayotte : +2,11 %).
| 1793 | 1800 | 1806 | 1821 | 1831  | 1836 | 1841 | 1846 | 1851  |
| ---- | ---- | ---- | ---- | ----- | ---- | ---- | ---- | ----- |
| 995  | 945  | 925  | 963  | 1 012 | 965  | 969  | 979  | 1 017 |

| 1856 | 1861  | 1866  | 1872  | 1876  | 1881  | 1886  | 1891  | 1896  |
| ---- | ----- | ----- | ----- | ----- | ----- | ----- | ----- | ----- |
| 974  | 1 007 | 1 050 | 1 027 | 1 016 | 1 063 | 1 032 | 1 106 | 1 148 |

| 1901  | 1906  | 1911  | 1921  | 1926  | 1931 | 1936  | 1946 | 1954 |
| ----- | ----- | ----- | ----- | ----- | ---- | ----- | ---- | ---- |
| 1 152 | 1 179 | 1 137 | 1 036 | 1 033 | 999  | 1 001 | 915  | 830  |

| 1962 | 1968 | 1975 | 1982 | 1990 | 1999 | 2006 | 2007 | 2012 |
| ---- | ---- | ---- | ---- | ---- | ---- | ---- | ---- | ---- |
| 813  | 714  | 639  | 641  | 634  | 672  | 662  | 660  | 654  |

| 2017 | 2022 | - | - | - | - | - | - | - |
| ---- | ---- | - | - | - | - | - | - | - |
| 640  | 679  | - | - | - | - | - | - | - |

## Culture et patrimoine

### Lieux et monuments
- Chapelle du Vieux Bourg, dite aussi chapelle Saint-Cornély, dédiée à saint Cornély (c'est une partie de l'ancienne église  paroissiale) ; elle date principalement du XVIIe siècle avec réemploi d'une pierre armoriée datée de 1624 et a été totalement reconstruite en 1980[49] ; l’association « Les Amis Du Vieux-Bourg » est créée en 1990 pour sa restauration[35].

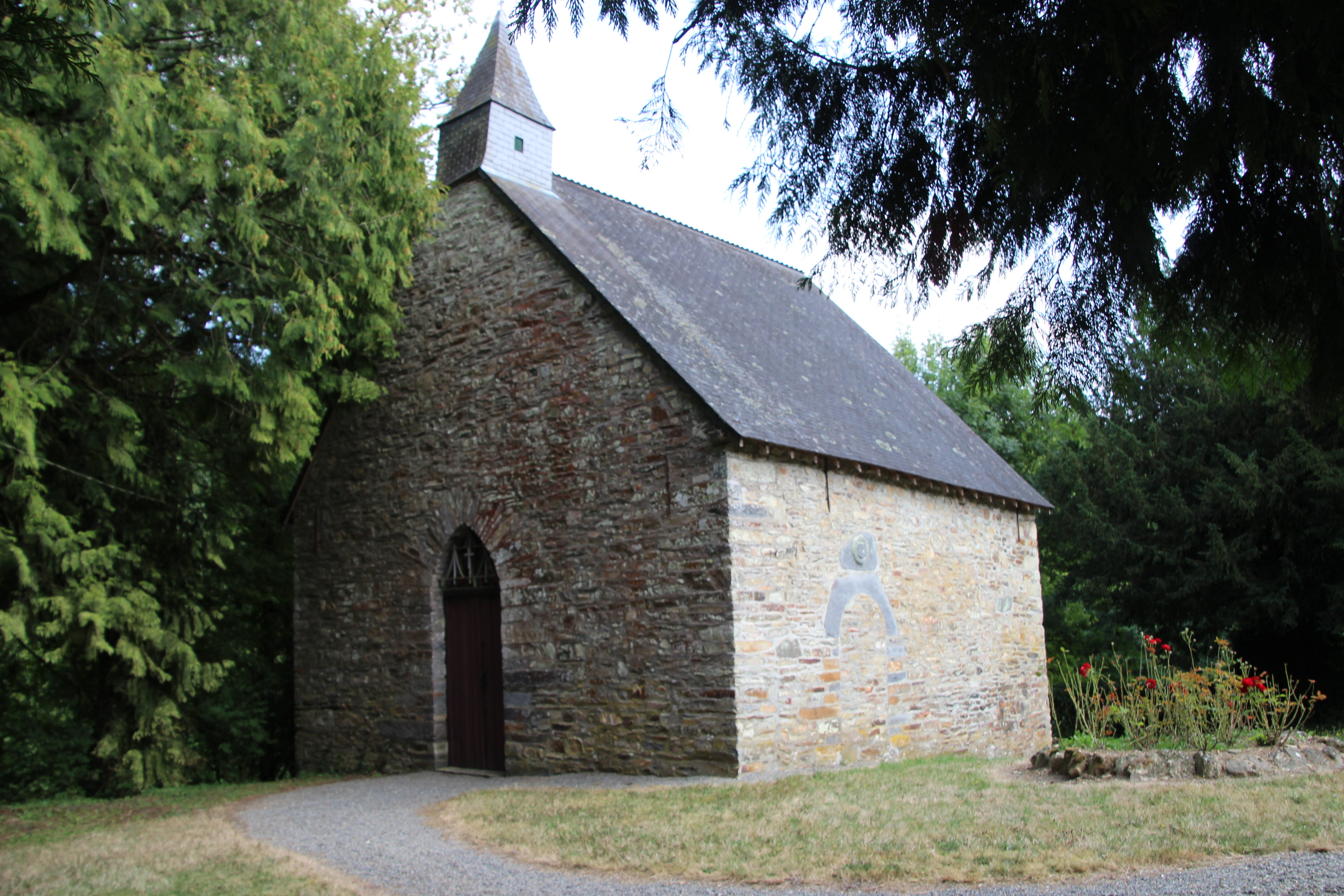
La chapelle du Vieux Bourg : vue extérieure d'ensemble.
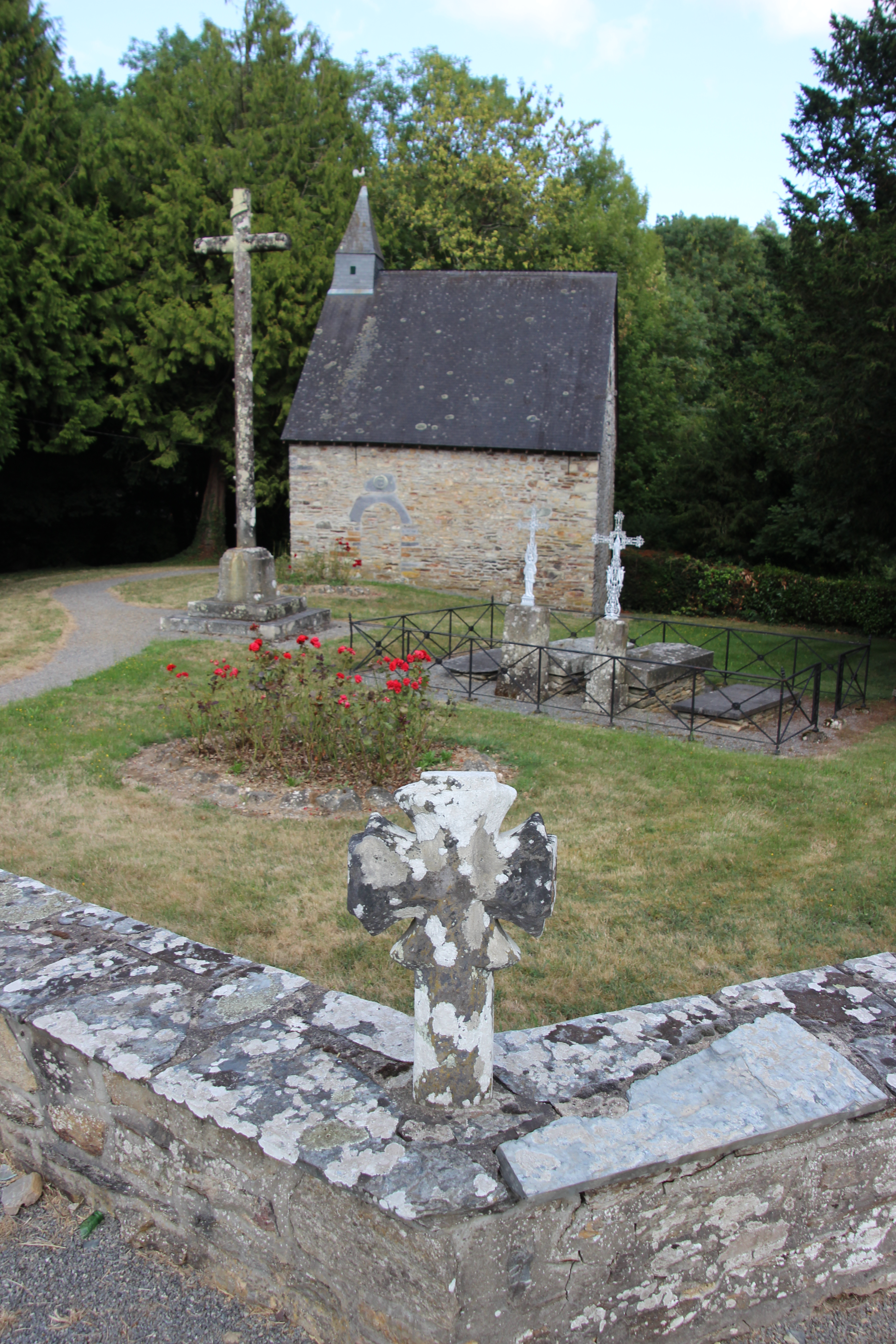
La chapelle du Vieux Bourg : croix et calvaire.
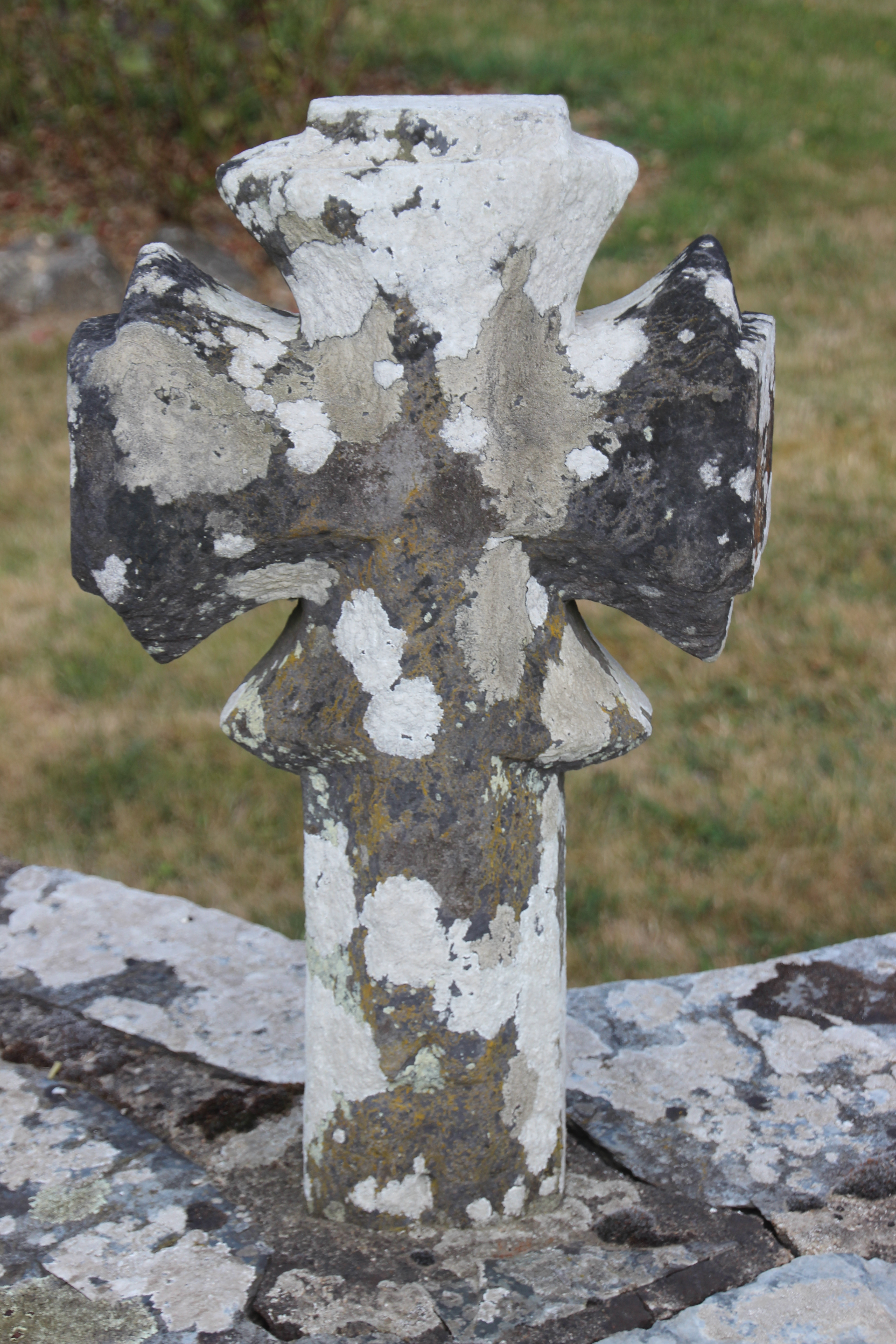
La chapelle du Vieux Bourg : la croix.
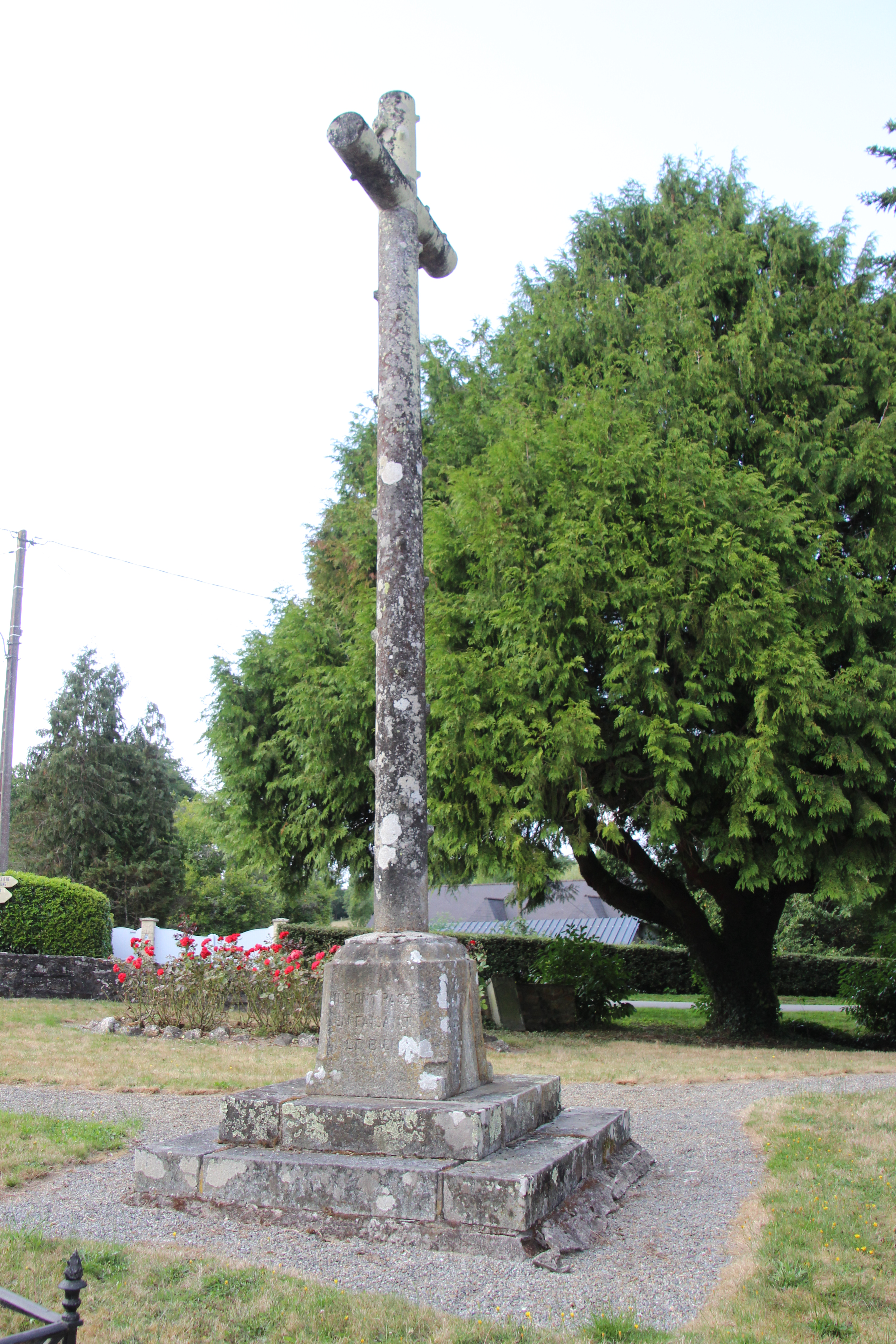
La chapelle du Vieux Bourg : le calvaire.

- Château du Pré-Clos[50] ;
- Manoir de la Guichardaie : il date du XVIe siècle, il est inscrit à l'inventaire général du patrimoine culturel[51] ;

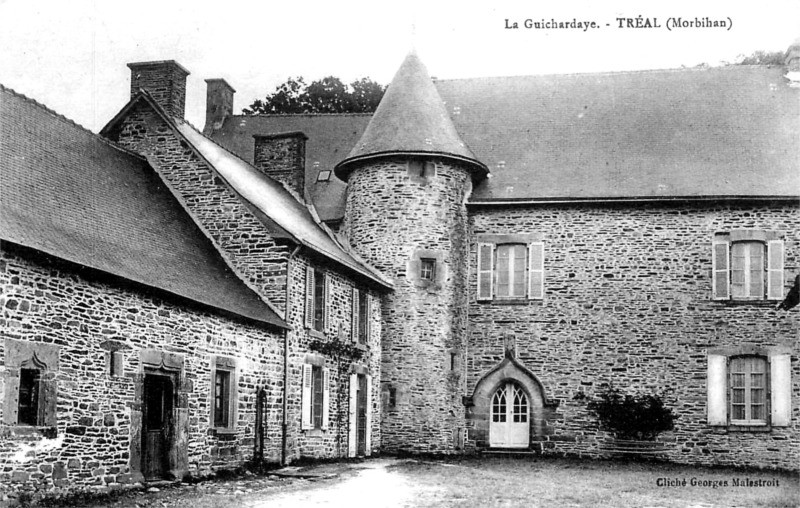
Tréal ː le manoir de la Guichardaie au début du XXe siècle (carte postale).

- Manoir des Métairies : il date du XVIe siècle, il est inscrit à l'inventaire général du patrimoine culturel[52] ;
- Église Sainte-Zéphirine, construite entre 1884 et 1889, probablement par le même architecte que l'église de Cournon ; le portail ouest de l'ancienne église, datant du XVe siècle, a été conservé. L'église a été rénovée entre 2012 et 2020[53]. Elle possède un patrimoine riche d'objets religieux[54] ;

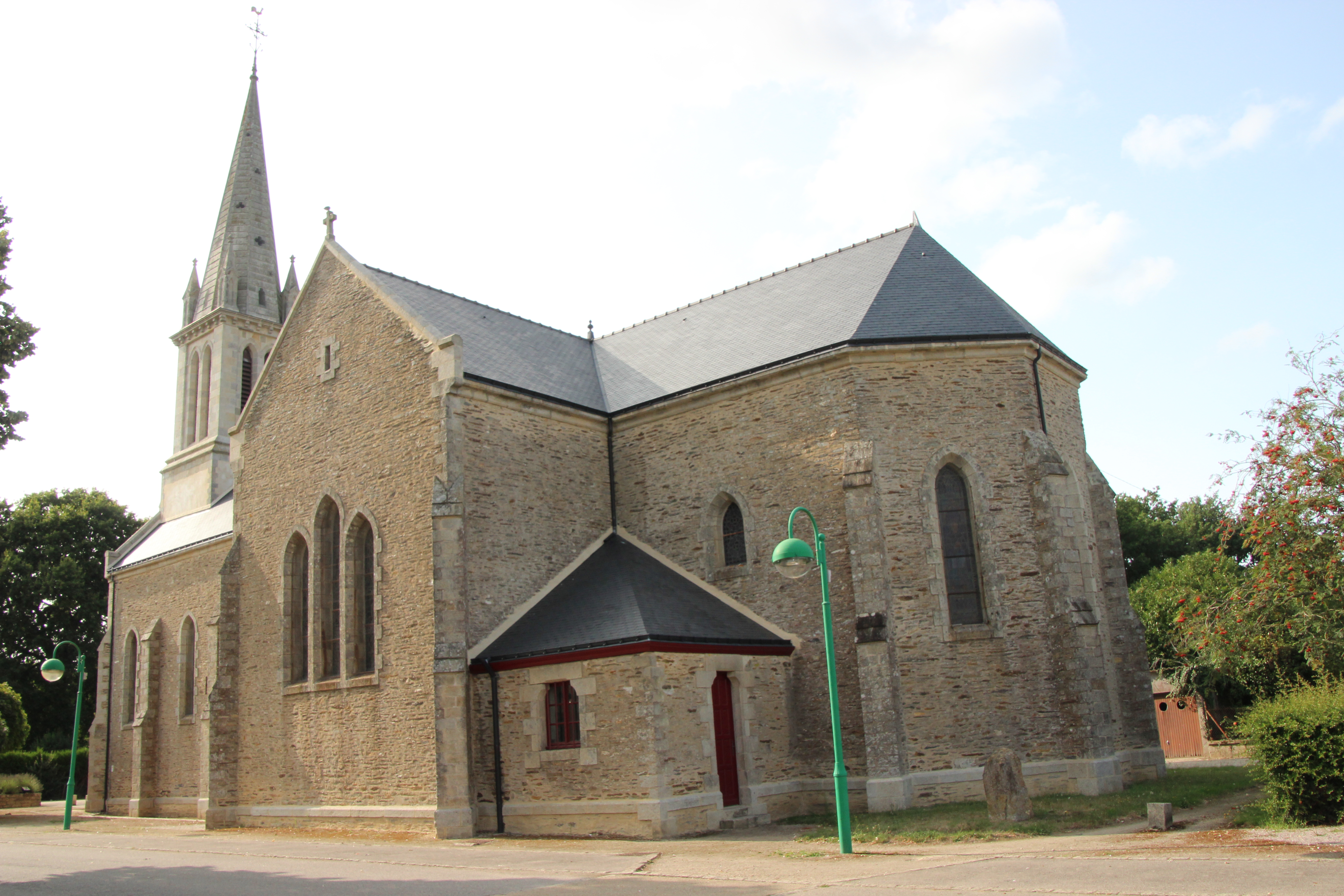
Église Sainte-Zéphirine : vue extérieure d'ensemble.
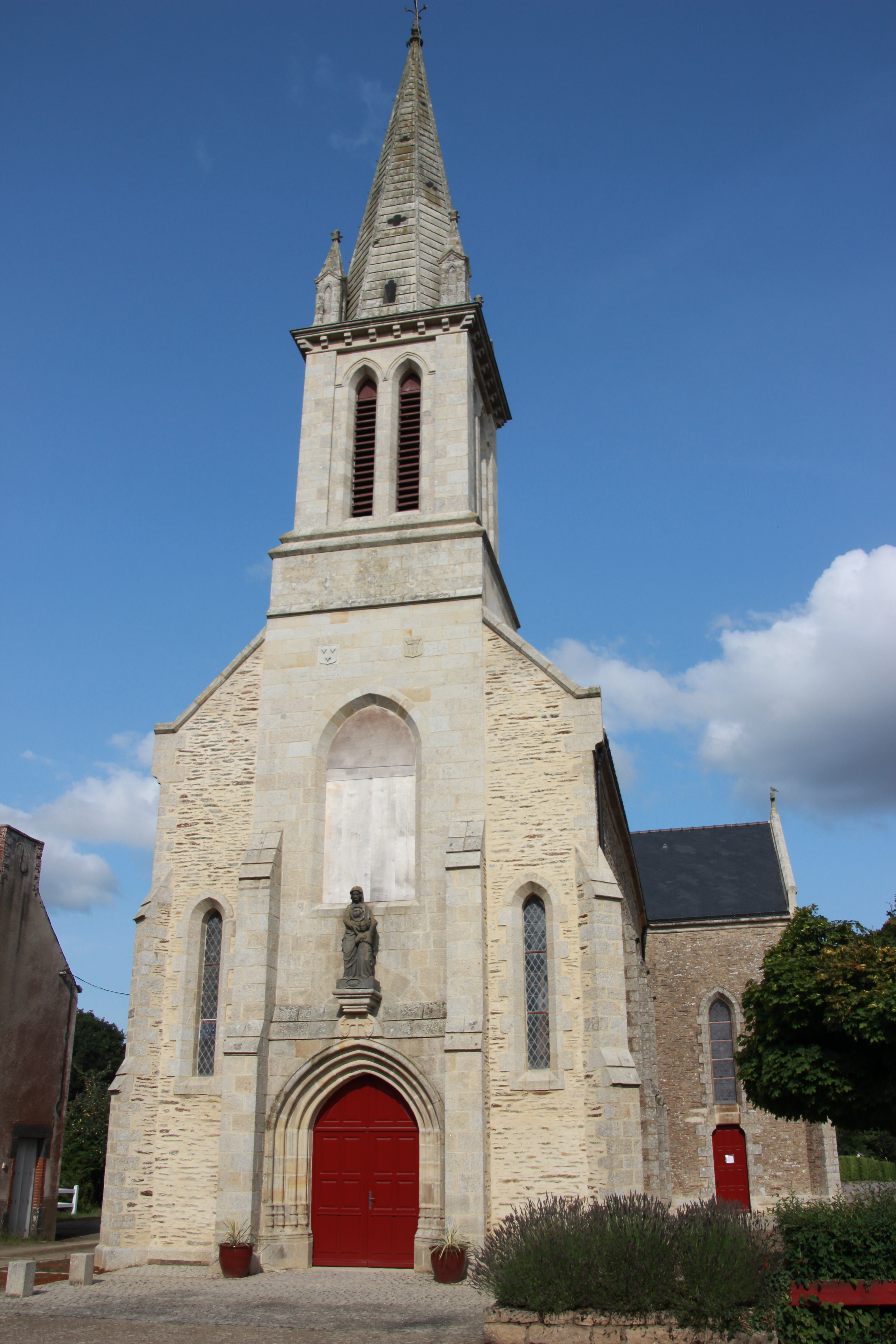
Église Sainte-Zéphirine : la façade.
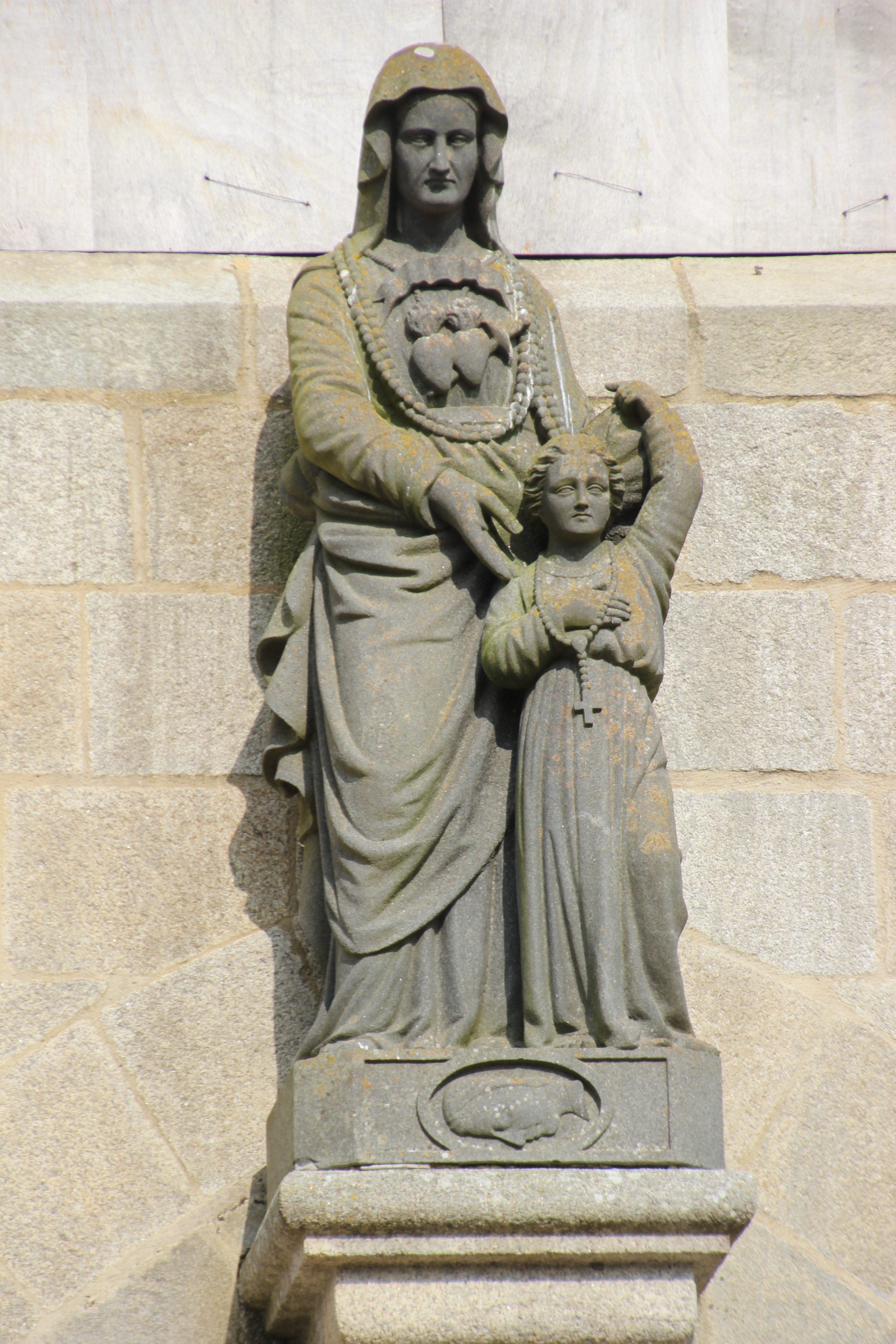
Église Sainte-Zéphirine : Vierge à l'Enfant (attribuée à Yves Hernot).

- Des  croix monumentales (4 sont recensées, dont la croix de chemin de Cleu[55])[56] ;
- La fontaine de dévotion Sainte-Anne[57] ;
- De nombreuses maisons et fermes présentent un intérêt patrimonial[58].

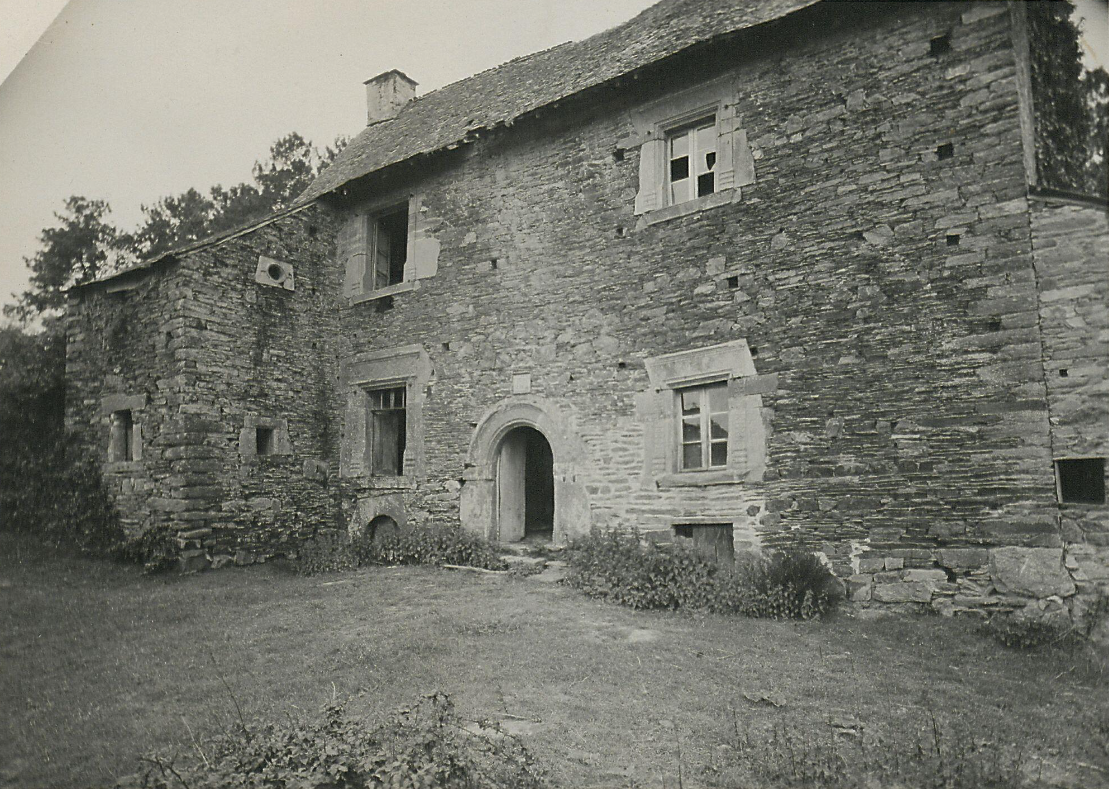
Tréal ː ancienne ferme datant du XVIe siècle, située au Vieux Bourg (Archives départementales du Morbihan).

- Moulin, près du Rocher : moulin à vent datant du XVIIe siècle[59].

### Héraldique
|  | Les armoiries de Tréal se blasonnent ainsi : De gueules au croissant burelé d’argent et d’azur, à la bordure engrêlée d’argent. (Armes de la famille de Tréal brisée d'une bordure). |

## Personnalités liées à la commune
- Michel Naël, ancien maire d’Auray (entre 1977 et 1995) et ancien Conseiller général du Morbihan, né en 1937 à Tréal, décédé le 1er janvier 2022.